# Zimbra
La suite de colaboración Zimbra (en inglés: Zimbra Collaboration Suite o ZCS) es un programa informático colaborativo o Groupware que consta de un servicio de correo electrónico creado por Zimbra Inc. compañía ubicada en San Mateo, California. La compañía fue adquirida por Yahoo! Inc. por aproximadamente 350 millones de dólares en septiembre de 2007, acordando mantener sus estándares de código abierto. El 12 de enero de 2010 fue nuevamente vendida por Yahoo a VMware. En julio de 2013 Telligent adquirió la suite de VMware.
Posee tanto el componente de servidor como su respectivo cliente. Existen varias versiones de Zimbra disponibles: unas versiones de código abierto soportadas por la comunidad, y otras con parte del código cerrado y soportadas comercialmente que contiene algunas mejoras.

## Historia
El programa Zimbra apareció a finales de 2003, de la mano de tres informáticos que trabajaban en Silicon Valley: Satish Dharmaraj, Ross Dargahi y Roland Schemers. Tras la venta de la empresa en 2007, los tres se integraron en Yahoo!, así como el CEO Scott Dietzen. Satish Dharmaraj abandonaría la compañía en 2009
En un principio pensaron crear un programa de correo electrónico, cuyo primer prototipo desarrollaron rápidamente. Tras varios meses de trabajo, lograron ensamblar un sistema básico a partir de partes de código libre disponibles en la web. Lo bautizaron Zimbra, en honor a una canción del grupo estadounidense de rock Talking Heads. Publicaron el código en internet e invitaron a desconocidos a ofrecer sugerencias y el programa fue evolucionando gracias al aporte de colaboradores.
En octubre de 2005 la compañía lanzó comercialmente su producto a precio de descuento en un mercado dominado por Microsoft. Al igual que el programa de correo electrónico Exchange, de Microsoft, Zimbra permitía a los empleados de una empresa enviar, recibir, guardar y buscar los mensajes procesados cada día. En 2009 alcanzó la cifra de 40 millones de buzones de correo, superando las 31,4 millones de cuentas gratuitas que ofrecía Google Mail, en gran parte debido a la decisión de Comcast de usar Zimbra para sus cuentas de correo. En agosto de 2010 había superado el número de 60 millones de buzones de correo distribuidos entre 150.000 clientes.

## Características
El servidor ZCS hace uso de proyectos de código abierto existentes como Postfix, MySQL, OpenLDAP y Lucene. cuenta con una interfaz de programación de aplicaciones basado en SOAP para toda su funcionalidad y actúa como servidor IMAP y POP3 de correo electrónico.
El cliente web ZCS es una interfaz de colaboración y administración completa creada empleando el Toolkit Zimbra. Soporta correos electrónicos y calendarios a través de una interfaz web basada en AJAX. Incluye capacidades de búsqueda avanzada, calendario compartido y relaciones de fechas.
ZCS es compatible con clientes propietarios tales como Microsoft Outlook, Novell Evolution y Apple Mail. También provee soporte de sincronización nativo de dos vías para muchos dispositivos móviles: Nokia serie E, BlackBerry y Blackeberry Enterprise Server, Windows Mobile, entre otros.

## Proyectosopen sourceen los que se basa
El servidor ZCS se basa en proyectos de código abierto como:
- Postfix (servidor de correo).
- MySQL (gestor de bases de datos).
- OpenLDAP (servicio de directorio).
- Apache Tomcat, sustituido por Jetty desde la versión 5.0 (servidor web).
- Lucene (motor de búsquedas).
- Verity (motor de búsquedas).
- ClamAV (antivirus).
- SpamAssassin (filtro antispam).
- AMaViS y Amavisd-new (antivirus para correo electrónico).
- DSPAM (filtro antispam).
- Aspell (corrector ortográfico).
- Apache James (servidor de correo).
- Sieve (filtro de correo electrónico).
- Perdition mail retrieval proxy (hasta la versión 4.5)
- nginx, desde la versión 5.0 (servidor web inverso).